# Арпад Ріттер
Арпад Ріттер (угор. Ritter Árpád; нар. 12 червня 1975; Будапешт) — угорський борець вільного, греко-римського стилю та пляжний борець, срібний призер чемпіонату світу з вільної боротьби, дворазовий переможець та дворазовий бронзовий призер чемпіонатів Європи з вільної боротьби, чемпіон світу та срібний призер з пляжної боротьби, учасник трьох Олімпійських ігор.

## Біографія
Боротьбою почав займатися з 1984 року. На початку кар'єри досить успішно паралельно виступав у змаганнях з вільної і греко-римської боротьби. 1991 року був чемпіоном світу з греко-римської боротьби і срібним призером з вільної боротьби серед кадетів. Бронзовий призер чемпіонату світу з греко-римської боротьби серед кадетів 1990 року. Наприкінці кар'єри досяг успіхів у змаганнях з пляжної боротьби. 2010 року став чемпіоном у своїй ваговій категорії, та срібним призером в абсолютній. Виступав за клуб Csepel SC з Будапешта. Тренер — Іштван Гуляш.

## Виступи на Олімпіадах
| Змагання                    | Збірна   | Вагова категорія | Місце |
| --------------------------- | -------- | ---------------- | ----- |
| Літні Олімпійські ігри 1996 | Угорщина | 74 кг            | 13    |
| Літні Олімпійські ігри 2000 | Угорщина | 76 кг            | 18    |
| Літні Олімпійські ігри 2004 | Угорщина | 74 кг            | 16    |

## Виступи на Чемпіонатах світу
| Змагання                                | Збірна   | Вагова категорія           | Місце  |
| --------------------------------------- | -------- | -------------------------- | ------ |
| Чемпіонат світу з боротьби 1997         | Угорщина | 76 кг                      | 22     |
| Чемпіонат світу з боротьби 1998         | Угорщина | 76 кг                      | 10     |
| Чемпіонат світу з боротьби 1999         | Угорщина | 76 кг                      | 10     |
| Чемпіонат світу з боротьби 2001         | Угорщина | 76 кг                      | 5      |
| Чемпіонат світу з боротьби 2002         | Угорщина | 74 кг                      | 25     |
| Чемпіонат світу з боротьби 2003         | Угорщина | 74кг                       | 7      |
| Чемпіонат світу з боротьби 2005         | Угорщина | 74 кг                      | Срібло |
| Чемпіонат світу з боротьби 2006         | Угорщина | 84 кг                      | 25     |
| Чемпіонат світу з боротьби 2007         | Угорщина | 84 кг                      | 18     |
| Чемпіонат світу з пляжної боротьби 2010 | Угорщина | M 85.0 кг                  | Золото |
| Чемпіонат світу з пляжної боротьби 2010 | Угорщина | Абсолютна вагова категорія | Срібло |

## Виступи на Чемпіонатах Європи
| Змагання                         | Збірна   | Вагова категорія | Місце  |
| -------------------------------- | -------- | ---------------- | ------ |
| Чемпіонат Європи з боротьби 1997 | Угорщина | 76 кг            | 6      |
| Чемпіонат Європи з боротьби 1998 | Угорщина | 76 кг            | 4      |
| Чемпіонат Європи з боротьби 1999 | Угорщина | 76 кг            | 8      |
| Чемпіонат Європи з боротьби 2000 | Угорщина | 76 кг            | 5      |
| Чемпіонат Європи з боротьби 2001 | Угорщина | 76 кг            | Бронза |
| Чемпіонат Європи з боротьби 2002 | Угорщина | 74 кг            | Золото |
| Чемпіонат Європи з боротьби 2003 | Угорщина | 74 кг            | Золото |
| Чемпіонат Європи з боротьби 2005 | Угорщина | 84 кг            | 7      |
| Чемпіонат Європи з боротьби 2006 | Угорщина | 84 кг            | 12     |
| Чемпіонат Європи з боротьби 2007 | Угорщина | 84 кг            | Бронза |
| Чемпіонат Європи з боротьби 2008 | Угорщина | 84 кг            | 17     |

## Виступи на інших змаганнях
| Змагання                                 | Збірна   | Вагова категорія | Місце  |
| ---------------------------------------- | -------- | ---------------- | ------ |
| Гран-прі Німеччини з боротьби 1996       | Угорщина | 74 кг            | Бронза |
| Гран-прі Німеччини з боротьби 1998       | Угорщина | 76 кг            | Бронза |
| Гран-прі Німеччини з боротьби 1999       | Угорщина | 76 кг            | 10     |
| Олімпійський кваліфікаційний турнір 2000 | Угорщина | 76 кг            | Бронза |
| Олімпійський кваліфікаційний турнір 2000 | Угорщина | 76 кг            | 12     |
| Олімпійський кваліфікаційний турнір 2000 | Угорщина | 76 кг            | Золото |
| Гран-прі Німеччини з боротьби 2001       | Угорщина | 85 кг            | Срібло |
| Гран-прі Німеччини з боротьби 2005       | Угорщина | 84 кг            | 9      |
| Гран-прі Німеччини з боротьби 2006       | Угорщина | 84 кг            | Золото |
| Гран-прі Німеччини з боротьби 2007       | Угорщина | 84 кг            | 11     |
| Олімпійський кваліфікаційний турнір 2008 | Угорщина | 84 кг            | 10     |
| Олімпійський кваліфікаційний турнір 2008 | Угорщина | 84 кг            | Бронза |
| Гран-прі Іспанії з боротьби 2011         | Угорщина | 84 кг            | 10     |